# Accumulateur lithium-ion

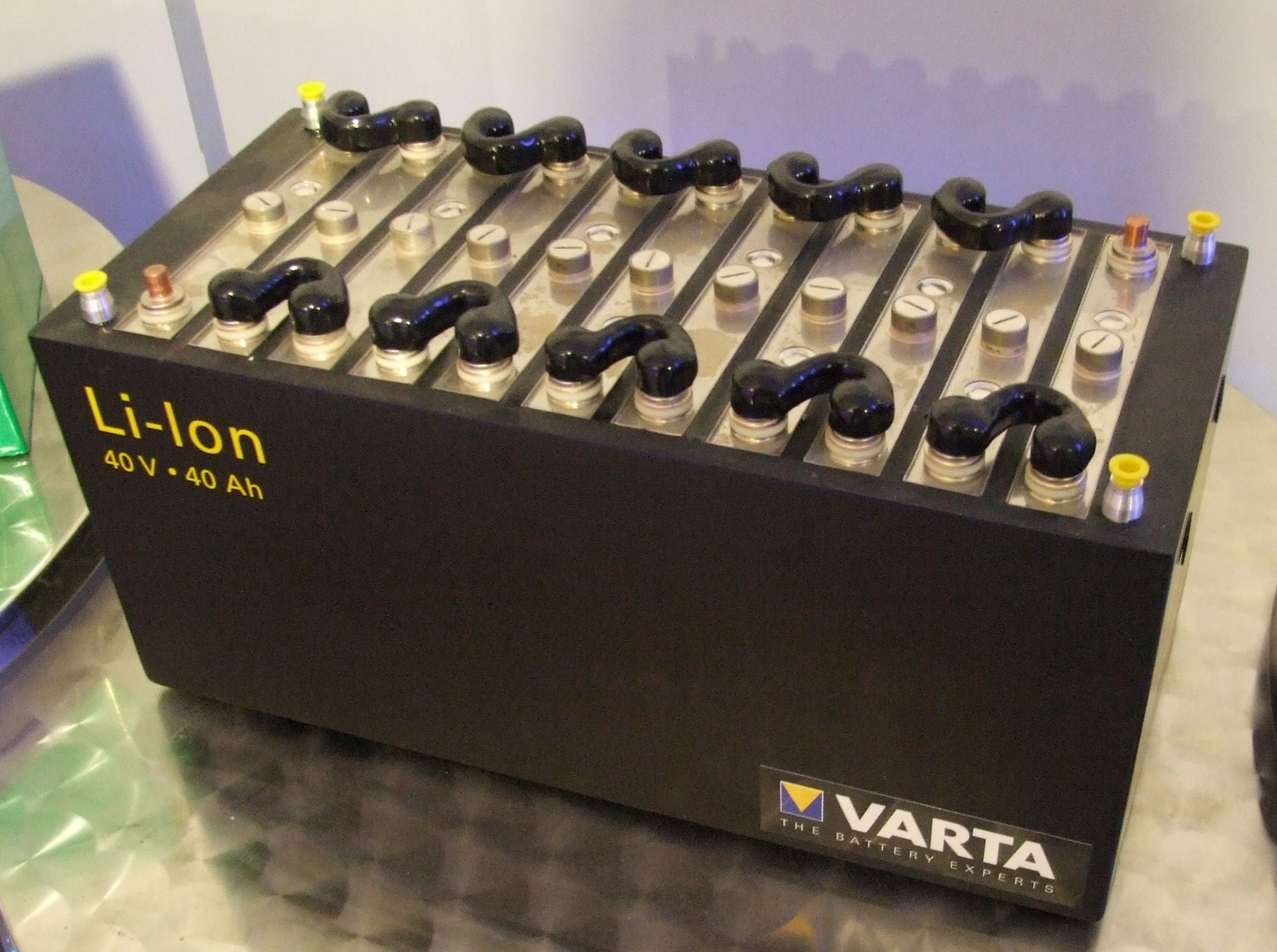
Une batterie d'accumulateurs lithium-ion Varta au Museum Autovision au Bade-Wurtemberg (Allemagne).

Une batterie lithium-ion, ou accumulateur lithium-ion, est un type d'accumulateur lithium.
Ses principaux avantages sont une énergie massique élevée (deux à cinq fois plus que le nickel-hydrure métallique par exemple) ainsi que l'absence d'effet mémoire. Enfin, l'auto-décharge est relativement faible par rapport à d'autres accumulateurs.
Les batteries lithium-ion, dont le coût a été divisé par près de dix en onze ans (2000-2011), sont largement utilisés dans l'électrification des transports.

## Historique
Commercialisée pour la première fois par Sony Energitech en 1991, la batterie lithium-ion occupe aujourd'hui une place prédominante sur le marché de l'électronique portable.
Le prix Nobel de chimie 2019 a été attribué aux innovateurs de la batterie lithium-ion : l’Anglais Stanley Whittingham, l’Américain John B. Goodenough et le Japonais Akira Yoshino. Stanley Whittingham est à l’origine de la toute première batterie au lithium, conçue dans les années 1970 avec le soutien financier du groupe pétrolier Exxon, inquiété par la crise pétrolière, qui finit par interrompre ses subventions au sortir de cette crise. John Goodenough modifie le prototype de Stanley Whittingham en remplaçant les électrodes en sulfure de titane par de l’oxyde de cobalt, rendant la batterie au lithium plus efficace et permettant d'envisager une commercialisation. En 1986, le Japonais Akira Yoshino la perfectionne en abandonnant le lithium pur dans l’anode, le remplaçant avec du coke de pétrole, ce qui permet à la fois d’alléger la batterie, de gagner en stabilité et en longévité.
Les accumulateurs lithium-ion peuvent être conçus pour optimiser la densité d'énergie ou la densité de puissance. Les appareils électroniques portables utilisent principalement des batteries lithium-polymère (avec un gel de polymère comme électrolyte), une cathode en dioxyde de cobalt et de lithium (LiCoO2) et une anode en graphite, offrent une densité d'énergie élevée. Le phosphate de fer et de lithium (LiFePO4), l'oxyde de manganèse et de lithium (LiMn2O4 à structure spinelle, ou matériaux à structure lamellaire riches en lithium de type Li2MnO3, LMR-NMC), et l'oxyde de nickel, de manganèse, de cobalt et de lithium (LiNiMnCoO2 ou NMC) peuvent avoir des durées de vie plus longues et des taux de décharge plus élevés. Les NMC et leurs dérivés sont largement utilisés dans l'électrification des transports, une des principales technologies (combiné avec les énergies renouvelables) pour réduire les émissions de gaz à effet de serre par les  véhicules.

## Principe de fonctionnement

### Aspect microscopique
La batterie lithium-ion est basée sur l'échange réversible de l'ion lithium entre une électrode positive (la cathode), le plus souvent un oxyde de métal de transition lithié (dioxyde de cobalt ou de manganèse) et une électrode négative (l'anode) en graphite (sphère MCMB). L'emploi d'un électrolyte aprotique (un sel LiPF6 dissous dans un mélange de carbonate d'éthylène, de carbonate de propylène ou de carbonate de diméthyle) est obligatoire pour éviter de dégrader les électrodes très réactives et passiver l'électrode négative à base de graphite.
La tension nominale d’un élément Li-ion est de 3,6 ou 3,7 V selon la technologie.
Cette équivalence un élément Li-ion = trois éléments Ni-MH est intéressante car elle permet parfois une substitution (du Li-ion par du Ni-MH uniquement, l'inverse pouvant s'avérer catastrophique). Le Ni-MH est d'une utilisation plus sûre, notamment lors de la charge.
Les problèmes de sécurité imposent d'intégrer un système électronique de gestion embarqué (BMS), qui empêche une charge ou décharge trop profonde et permet l'équilibrage des tensions entre éléments dans les batteries constituées de plusieurs éléments en série ; à défaut, le danger peut aller jusqu'à l'explosion de la batterie. Les courants de charge et de décharge admissibles sont aussi plus faibles qu'avec d'autres technologies.
Cependant, certains accumulateurs Li-ion industriels de grande puissance (plusieurs centaines de watts par élément) durent jusqu'à quinze ans, grâce à une chimie améliorée et une gestion électronique optimisée. Ils sont utilisés en aéronautique, dans les véhicules hybrides et électriques, les systèmes de secours, les navires, etc. EDF Énergies nouvelles a mis en service un ensemble de batterie Li-Ion de 20 MWh à McHenry (Illinois), destiné à réguler le réseau haute tension pour le compte de l'opérateur PJM Interconnection (en). Les sondes spatiales Galileo par exemple sont équipées de batteries Li-ion prévues pour douze ans. L'utilisation de la technique Li-ion à ces échelles de puissance n'en était qu'à ses débuts dans les années 2000.

### Aspect microscopique: électrochimie
Les réactions électrochimiques permettant le fonctionnement d'un accumulateur forcent le déplacement d'ions lithium d'une électrode vers l'autre. En phase de décharge, l'ion Li+ est libéré par une matrice de graphite pour laquelle il a peu d'affinité et se déplace vers un oxyde de cobalt avec lequel il a une grande affinité. Lors de la charge, l'ion Li+ est relâché par l'oxyde de cobalt et va s'insérer dans la phase graphitique.
Lors de la décharge de l'accumulateur, cela se traduit par les équations chimiques suivantes :
à l'électrode (+) :
à l'électrode (-) :
Le processus de décharge est limité par la sursaturation de l'oxyde de cobalt et la production d'oxyde de lithium Li2O qui n'est plus susceptible de restituer l'ion Li+ :
Lors de la charge, les équations sont à considérer dans l'autre sens.
Une surcharge de 5,2 V conduit à la synthèse d'oxyde de cobalt(IV) CoO2.
Au sein de l'accumulateur lithium-ion, les ions Li+ font donc la navette entre les deux électrodes à chaque cycle de charge/décharge mais la réversibilité n'est possible que pour {\displaystyle x} < 0,5.
Le métal de transition de l'électrode positive, le cobalt (Co), est réduit de Co4+ à Co3+ lors de la décharge, et oxydé de Co3+ à Co4+ lors de la charge.
La capacité d'un tel accumulateur est égale à la charge globale des ions transportés divisée par la tension d'utilisation. Chaque mole d'ions lithium déplacée d'une électrode vers l'autre transporte une charge égale à la constante de Faraday et donc chaque gramme d'ions lithium transporte une charge égale à la constante de Faraday divisée par la masse molaire du lithium, soit (96 485,33 C/mol) / (6,941 g/mol) = 13 901 C/g. Pour une tension de 3 V, cela correspond à 41,7 kJ/g de lithium donneur d’électron, soit 11,6 kWh/kg. Le lithium seul ne serait toutefois pas capable de générer la décharge électrique, le système fonctionnant seulement en présence d'un anion (CoO−
2 dans l'application industrielle). Si on considère que la masse de l'anion oxyde de cobalt vaut treize fois la masse du cation, un accumulateur à cathode en LiCoO2 fonctionnel pourrait théoriquement accumuler 0,83 kWh/kg d’énergie électrique, sans considérer la masse des autres composantes nécessaires à son fonctionnement qui réduit la capacité énergétique de l'accumulateur.

## Avantages et inconvénients de l'accumulateur lithium-ion

### Avantages
- Ils possèdent une haute densité d'énergie, grâce aux propriétés physiques du lithium (densité massique d'énergie de 100 à 265 Wh/kg ou 0,36 à 0,95 MJ/kg, densité d'énergie de 250 à 620 Wh/L, ou 900 à 1 900 J/cm3, puissance massique 300 à 1 500 W/kg). Ces accumulateurs sont donc très utilisés dans le domaine des systèmes embarqués.
- Ils ne présentent aucun effet mémoire contrairement aux accumulateurs à base de nickel.
- Ils ont une faible auto-décharge.
- Ils ne nécessitent pas de maintenance.
- Ils peuvent permettre une meilleure sécurité que les batteries purement lithium, mais ils nécessitent toujours un circuit de protection et de gestion de la charge et de la décharge.

### Inconvénients
- La nature des cycles de décharge : ces batteries préservent mieux leur capacité lorsqu'elles sont rechargées à partir d'un état de décharge partielle que lorsqu'elles subissent des cycles complets de décharge/recharge[10].
- La décharge profonde (< 2,5 V par élément ou < 5 % de la capacité totale) est destructrice et peut altérer irrémédiablement l'endurance de ces batteries. Elles doivent donc être chargées en respectant des paramètres très précis et ne jamais être déchargées en dessous de 2,5 V par élément.
- Les éléments lithium-ion sont passivés par construction (génération de la SEI pour solid electrolyte interphase, lors de l'étape de formation électrique[11]) afin de les protéger contre l'auto-décharge pendant le stockage et contre la corrosion. Cependant, cette passivation peut avoir des inconvénients car, en augmentant la résistance interne de l'élément, elle génère une chute de tension lors de l'utilisation (au début de l'application de la charge). Ceci est d'autant plus sensible que le courant demandé par l'utilisation est élevé, ce qui peut conduire à l'intervention du circuit de protection qui coupe alors le circuit si la tension par élément descend en dessous de 2,5 V. Cette résistance de la couche de passivation augmente avec la durée et la température de stockage (les températures élevées augmentent la passivation). D'autre part, cet effet est accentué si la température de décharge est basse et augmente avec les cycles d'utilisation. Mais, l'amplitude du phénomène est aussi fonction de la conception chimique qui n'est pas la même selon les fabricants.
- Les courants de charge et de décharge admissibles sont plus faibles qu'avec d'autres techniques.
- Il peut se produire un court-circuit entre les deux électrodes par croissance dendritique de lithium.
- L'utilisation d'un électrolyte liquide présente des dangers si une fuite se produit et que celui-ci entre en contact avec de l'air ou de l'eau (transformation en liquide corrosif : l'hydroxyde de lithium). Cette technique mal utilisée présente des dangers potentiels : elles peuvent se dégrader en chauffant au-delà de 80 °C, entraînant ainsi une réaction brutale et dangereuse. Il faut toujours manipuler les accumulateurs lithium-ion avec une extrême précaution, ces batteries peuvent être explosives.
- Comme avec tout accumulateur d'électricité ne jamais mettre en court-circuit l'accumulateur, inverser les polarités, surcharger ni percer le boîtier.
- Pour éviter tout problème, ces batteries doivent toujours être équipées d'un circuit de protection, d'un circuit de régulation (en anglais le BMS de Battery Management System signifiant « gestion de la batterie »), d'un fusible thermique et d'une soupape de sécurité.
- Selon une analyse du cycle de vie de 2013 ayant notamment porté sur leur recyclabilité, des tests standardisés de lixiviation ont montré qu'au regard de la règlementation fédérale américaine, ces batteries Li-ion doivent être classées dangereuses pour la santé et l'environnement (cf. teneur moyenne en plomb de 6,29 mg/L), mais qu'au regard d'autres normes (ex. : règlementation californienne), toutes les batteries Li-ion testées étaient à classer dangereuses pour leur teneur excessive en cobalt (163 544 mg/kg en moyenne), en cuivre (98 694 mg/kg en moyenne) et en nickel (9 525 mg/kg en moyenne) ; et pour certaines d'entre elles, les quantités de chrome, de plomb et de thallium lixiviées dépassaient également les limites règlementaires californiennes[12].
- Le coût important a longtemps cantonné le lithium aux systèmes de petite taille[13].

#### Risques liés à la surchauffe d'élément
Plusieurs constructeurs comme Nokia et Fujitsu-Siemens ont lancé un programme d'échange de batteries à la suite de problèmes de surchauffe sur certaines batteries qu'ils avaient vendues,,.
En 2016, le constructeur de produits mobiles Samsung a dû retirer son Galaxy Note 7 à la suite de plusieurs cas d'incendies et d'explosions.

### Controverses
Les batteries Li-ion sont largement utilisées dans les appareils électroniques portables, les voitures électriques et d'autres dispositifs, en raison de leur faible poids, de leur haute densité d'énergie et de leur durée de vie relativement longue. Cependant, elles sont également sujettes à certaines controverses. Par exemple, les batteries Li-ion peuvent être sujettes à des surchauffes et des incendies, ce qui peut être dangereux pour les utilisateurs et les propriétaires de ces dispositifs. De plus, la production de batteries au lithium peut générer des déchets toxiques et des émissions de gaz à effet de serre, ce qui peut avoir un impact négatif sur l'environnement. En outre, l'extraction de certains des matériaux utilisés dans la fabrication de batteries au lithium, tels que le lithium et le cobalt, peut être associée à des pratiques de travail douteuses et à des problèmes environnementaux.

### Charge et décharge
La charge se passe généralement en deux phases :
- une première phase à courant limité, de l'ordre de C/2 à C (C étant la capacité de l'accumulateur). Cette phase permet une charge rapide jusqu'à environ 80 % ;
- puis une deuxième phase à tension constante et courant décroissant pour se rapprocher des 100 % de charge en environ deux heures de plus. La charge est terminée lorsque le courant de charge chute en dessous d'une valeur appelée « courant de fin de charge ».

La tension de fin de charge des accumulateurs Li-ion peut être de 4,1 à 4,2 V suivant la spécification du fabricant de l'accumulateur. La tolérance couramment admise est de ± 0,05 V par élément, ils sont très sensibles à la surcharge et demandent une protection lorsqu'ils sont connectés en série. Les chargeurs doivent être de bonne qualité pour respecter cette tolérance. Il importe de toujours respecter la feuille de données fournie par le fabricant, qui fait état des conditions de charge de l'accumulateur (tolérance, courant de charge, courant de fin de charge, etc.). Toutefois, certains éléments destinés au grand public possèdent une électronique interne qui les protège des mauvaises manipulations (surcharge, décharge profonde). En effet, la décharge doit être limitée à une tension de 3 V par élément, une tension de décharge inférieure à 2,5 V peut conduire à une destruction de l'élément.
Les accumulateurs Li-ion ne doivent pas être confondus avec les piles au Lithium qui ne sont pas rechargeables. La confusion est entretenue par le terme anglais Battery qui désigne aussi bien une pile électrique (primary battery ou primary cell en anglais,) qu'un accumulateur (secondary battery ou secondary cell en anglais,), alors qu'en français le terme batterie est utilisé pour désigner généralement une « batterie d'accumulateurs électriques ».
Le taux d'auto-décharge des batteries lithium-ion est faible : moins de 10 %/an, contrairement à certains types de batteries qui se déchargent même à l'arrêt : c'est le cas de la batterie lithium/métal/polymère (LMP) de Bolloré, qui a été un fiasco car elle doit être maintenue à une température de 60 °C, ce qui impose de la recharger en permanence lorsqu’elle n’est pas en circulation, sans quoi elle se décharge.
La perte de capacité des batteries est très variable selon les modèles, le climat et le mode de recharge. En moyenne, selon une étude menée en 2019 sur 6 300 véhicules électriques, cette perte est de 2,3 % par an. Les charges rapides accélèrent fortement cette perte : sans charge rapide, une batterie perd moins de 2 % en cinq ans, contre plus de 10 % avec des charges rapides régulières.

### Amélioration de la durée de vie, conditions requises
La durée de vie s'exprime généralement en nombre de cycles avant d'atteindre une dégradation significative. On considère par exemple que les accumulateurs qui ont perdu 20 ou 30 % de leurs capacités initiales sont en fin de vie.
À ce stade, il est dans certains cas encore possible de les utiliser pendant longtemps pour d'autres applications (recyclage tel quel dans du stockage fixe par exemple). On peut également récupérer une grande partie des cellules, en éliminant les plus endommagées, qui compromettent le fonctionnement de l'ensemble de la batterie. On peut enfin recycler les métaux, déjà concentrés, et beaucoup moins chers à raffiner qu'à partir de minerai.
Pour deux technologies d'importance majeure en 2023, on obtient des durées de vie typiques d'environ 1500 cycles en moyenne pour la technologie NMC, 4000 cycles en moyenne pour la technologie LFP, voire plusieurs dizaines de milliers de cycles en multipliant les précautions.
Si l'on respecte rigoureusement les conditions de charge et décharge, ces accumulateurs peuvent durer cinq à six ans pour des produits « grand-public » avec des petites batteries (ordinateurs portables, smartphones, appareils photos), et plusieurs dizaines d'années pour des produits industriels (stockage fixe, vélos électriques, voitures électriques) où les paramètres (températures, cycles de charge-décharge...) sont mieux gérés et maitrisés.

#### Respecter les particularités électriques
- La tension de fin de charge à ne « jamais » dépasser est de 4,1 à 4,2 V par élément.
- La tension de décharge ne devrait jamais descendre en dessous de 2,5 V.

Avec un chargeur adapté de qualité et un système de gestion de batterie (BMS), ces impératifs sont normalement respectés.

#### Respecter quelques consignes d'utilisation
Source.
Éviter l'échauffement de l'accumulateur :
- contenant noir, exposé au soleil ;
- ne pas recharger immédiatement après une utilisation intensive ;
- ne pas utiliser immédiatement après une recharge ;
- éviter les décharges importantes (exemple : monter une côte à vélo électrique sans pédaler)[25] ;
- stockage[26].

Les accumulateurs s'usent même sans servir (à l'achat, vérifier la date de fabrication) :
- stocker si possible dans un endroit frais (le froid ralentit les réactions chimiques)[27] ;
- si le stockage doit être long (plusieurs semaines ou mois), il est préférable de ne pas charger complètement l'accumulateur (passivation des électrodes) mais le laisser à mi-charge ET il faudra faire des recharges partielles tous les mois pour réactiver l'électrolyte et les électrodes et compenser l'auto-décharge (5 à 10 % par mois).

En respectant ces conditions, l'accumulateur pourra continuer à fonctionner, tout en sachant néanmoins que sa « capacité » (charge en Ah) diminuera d'année en année.
La fin de vie intervient quand, lors de la décharge, le BMS détecte une tension inférieure au seuil de coupure, même sur un seul élément, et coupe l'alimentation. Il peut rester 10 à 20 % de capacité dans l’accumulateur, mais on ne peut plus l'utiliser. La fin de vie peut aussi advenir parce qu'on a épuisé le nombre de cycles charge-décharge du produit, mais cela devient rare, le nombre de cycles possibles ayant augmenté (environ 1 500 cycles en moyenne pour la technologie NMC, 4 000 cycles en moyenne pour la technologie LFP, voire plusieurs dizaines de milliers de cycles en multipliant les précautions).
Un appareil équipé d'une batterie au lithium-ion fournit moins d'énergie lorsque les températures sont négatives. Il est conseillé de garder son smartphone, sa tablette ou tout autre appareil électronique équipé d'une batterie au lithium-ion dans un endroit à la température comprise entre 0 °C et 35 °C, avec une zone de confort entre 16 °C et 22 °C. Lorsque les températures chutent, les réactions chimiques qui produisent de l'énergie sont moins actives. De ce fait, l'énergie fournie est moindre. Les performances de la batterie reviennent toutefois à la normale, lorsque les températures remontent.

## Production
En 2013, les industriels japonais représentaient 70 % du marché mondial des batteries destinées au marché automobile ; leur part de marché est tombée à 41 % en 2016, alors que celle de la Chine est passée de 3 à 26 %.
En 2020, près de 140 GWh de batteries ont été affectés à la fabrication de véhicules électriques et hybrides. Les six principaux fabricants de ces batteries totalisent environ 90 % du marché ; trois sont coréens : LG Energy Solutions, en tête avec une capacité de 40 GWh, Samsung SDI et SK Innovation ; deux sont chinois : CATL, au 2e rang mondial avec une capacité de 30 GWh, et BYD ; un est japonais : Panasonic, leader sur le marché américain grâce à son partenariat avec Tesla. Pour l'approvisionnement du marché européen, la tendance est à la fabrication des cellules en Europe par des fabricants asiatiques : LG Chem en Pologne pour les batteries de la Renault Zoe II, Nissan AESC (coentreprise entre Nissan et NEC) au Royaume-Uni pour celles de la Nissan Leaf II, Samsung SDI en Hongrie pour celles de la BMW i3, LG Chem en Allemagne pour la Volkswagen ID3.
En 2021, CATL a une part de marché de 32 %, suivi par LG Energy Solution (21 %) et Panasonic. En janvier 2022, LG Energy Solution (LGES) lève l'équivalent de 10,6 milliards de dollars à la Bourse de Séoul pour financer le développement d'usines à l'étranger (États-Unis et Pologne). LGES fournit déjà des batteries à Tesla, Hyundai, Volkswagen et General Motors et vient de signer un accord avec Stellantis. Le marché des batteries pour voitures électriques et hybrides a progressé de 113 % en 2021. Les trois principaux fabricants alimentent 67 % du marché mondial : CATL (31 %), qui progresse de 204 %, LGES (22 %), en hausse de 72 %, et Panasonic (14 %), en progression de 39 %. Leur principal client est Tesla (23 %). CATL alimente surtout la Chine, LGES l'Europe et Panasonic l'Amérique.
En 2022, sur les dix premiers fabricants mondiaux, six sont de nationalité chinoise et totalisent plus de 60 % du marché mondial. CATL domine largement le secteur, avec une part de marché mondiale de 37 %, suivi de BYD dont les capacités installées ont bondi de 168 % l'an dernier, portant sa part de marché mondiale à plus de 13 %. CATL annonce le 21 décembre 2022 le lancement de la production de son usine de batteries d'Erfurt en Allemagne, d'une capacité annuelle de 8 GWh (8 GWh à terme) et a annoncé durant l'été 2022 un investissement de plus de 7 milliards € dans une seconde usine de batteries en Europe, localisée en Hongrie, et dont la capacité de 100 GWh en ferait la plus importante usine de batteries de l'Union européenne.
Le 19 avril 2023, CATL présente un nouveau modèle de batterie lithium-ion, qu'il appelle « batterie à matière condensée », dotée d'une densité énergétique de 500 Wh/kg (wattheure par kilogramme), deux fois supérieure à celle du modèle actuel le plus puissant de sa gamme, baptisé « Qilin », qui possède une densité énergétique de 255 Wh/kg. CATL compte lancer une production de masse dès 2023 pour l'automobile, et ajoute avoir conclu un partenariat pour le développement d'un avion de tourisme civil électrique à partir de cette nouvelle batterie.
En 2024, la production de batteries pour voitures électriques et hybrides atteint 894,4 GWh, en hausse de 27,2 % par rapport à 2023. Depuis 2017, la croissance annuelle de la capacité de batteries produites pour les voitures dépasse 50 %. Les constructeurs chinois totalisent une part de marché de 67,1 %, en particulier CATL (339,3 GWh) et BYD (153,7 GWh). Les trois principaux constructeurs coréens (LG, SK On et Samsung) ont une part de marché de 18,4 %.
Selon l'Agence internationale de l'énergie, la demande de batteries a dépassé en 2024 le seuil de 1 TWh grâce à la progression de 25 % des ventes de voitures électriques (17 millions). Le coût moyen d'un pack de batterie est tombé au-dessous de 100 $/kWh grâce à la chute du prix du lithium (-85 % en deux ans) et aux progrès techniques de l'industrie des batteries, dont la capacité de production atteint 3 TWh. La Chine produit plus des trois quarts des batteries,avec des prix en baisse de près de 30 % en 2024, inférieurs de 30 % à ceux de l'Europe et de 20 % à ceux de l'Amérique du Nord,.
Au premier semestre 2025, la production a progressé de 37,3 % sur un an pour atteindre 504,4 GWh. CATL reste en tête avec 190,9 GWh de batteries livrées, soit 37,9 % du marché. BYD progresse de 58,4 % en un an pour atteindre 89,9 GWh et une part de marché de 17,8 %. LG voit sa part de marché descendre à 9,4 %, contre 12,3 % en 2024.

### Asie
Le groupe japonais Panasonic reste au 1er rang mondial des fabricants de cellules pour batteries au premier quadrimestre 2018 avec une production de 3 330 MWh, en progression de 21,5 % par rapport à 2017, mais sa part de marché recule de 31,4 % à 21,1 % ; au 2e rang, le chinois CATL a produit 2 274 MWh, en progression de 261 % (14,4 % du marché), et au 3e rang, le chinois BYD 1 735 MWh (+180,6 % ; 11 % du marché) ; au 4e rang, le coréen LG Chem, avec 1 670 MWh (+39 %) recule de 13,8 % à 10,6 % du marché et au 5e rang, le coréen Samsung SDI 879 MWh (+47 %) recule de 6,8 % à 5,6 % du marché. Au total, ces cinq producteurs représentent 64 % du marché mondial.
Une alliance financée par le gouvernement japonais a été créée en mai 2018 pour accélérer le développement des batteries solides ; elle comprend des constructeurs (Toyota, Nissan et Honda), des fabricants de batteries (Panasonic et GS Yuasa) et le Libtec, organisme de recherche nippon sur les batteries lithium-ion. L'objectif est de doubler l’autonomie des voitures électriques pour passer à 800 km d’ici 2030, avec un premier objectif fixé à 550 km à l’horizon 2025.
En juin 2018, le gouvernement chinois a supprimé toute subvention pour les batteries qui n'assurent pas une autonomie d'au moins 150 km ; cette nouvelle politique va déclencher une consolidation à grande échelle dans l'industrie des batteries automobiles en Asie, où sévit une centaine d'acteurs. Les producteurs japonais et sud-coréens ont eux aussi programmé une montée en puissance rapide. Entre 2017 et 2020, Panasonic, qui travaille quasi exclusivement pour Tesla, va plus que doubler ses volumes de production avec l'inauguration de sa gigafactory au Nevada au début des années 2020. CATL va quintupler ses capacités de production d'ici à 2020 grâce à une usine chinoise géante. Le nouveau site de LG Chem à Wroclaw en Pologne va approvisionner Renault, Audi ou Volvo. Samsung SDI a transformé une ancienne usine d'écrans plasma à Goed en Hongrie en un centre de production de batteries lithium-ion afin de livrer Volkswagen et BMW ; ce dernier a cependant signé un contrat avec CATL.
La société chinoise Contemporary Amperex Technology Limited (CATL) annonce en juin 2020 une batterie lithium-ion, pour voitures électriques, capable de durer seize ans et une distance de deux millions de kilomètres, deux fois plus que les garanties actuelles, limitées à huit ans en moyenne, et un million de kilomètres au maximum chez Lexus. En revanche, le prix de ces batteries serait 10 % plus élevé que celles actuelles. Tesla annonce 1,6 million de kilomètres pour ses batteries, moins chères à produire, et General Motors a présenté ses batteries Ultium, ayant une durée de vie annoncée supérieure à un million de kilomètres.
En 2020, l'Inde envisage un plan analogue à l'« Airbus des batteries » afin de s’affranchir de sa dépendance à la Chine pour ses cellules de batteries lithium-ion. Le gouvernement estimerait qu’il y aurait sur son territoire le potentiel suffisant pour créer au moins cinq gigafactories de type Tesla pour une capacité totale de 50 GWh.
En juin 2023, Tata Motors, numéro trois du marché automobile indien, annonce son projet d'implanter une gigafactory dans l'État du Gujarat. Cette usine serait capable de produire 20 GWh de batteries par an, pour alimenter près de 300 000 voitures électriques par an.

### États-Unis
Tesla a construit sa Gigafactory 1 au Nevada avec une capacité de 35 GWh/an et prévoit des Gigafactory 2 et suivantes à Buffalo dans l'État de New York, au Japon et en Chine. Tesla a sécurisé en mai 2018 ses approvisionnements en lithium pour trois ans grâce à un contrat avec la compagnie australienne Kidman Resources.
General Motors construit trois « gigafactories » de batteries : la première doit ouvrir en 2022 à Lordstown (Ohio) avec une capacité de 30 GWh/an, la seconde (40 GWh/an) en 2023 à Spring Hill (Tennessee), et la troisième (50 GWh/an) en 2024 à Lansing (Michigan). Leur production de 120 GWh/an au total permettra à General Motors de produire un million de voitures électriques par an à l’horizon 2025. Un quatrième site devrait être annoncé prochainement. Ces usines, implantées à proximité de sites d’assemblage de véhicules GM, appartiennent à Ultium Cells, une coentreprise rassemblant GM et le groupe coréen LG Chem.
Stellantis et Samsung SDI annoncent en mai 2022 une coentreprise pour la construction d'une usine de batteries dans la ville de Kokomo (Indiana), qui produira des modules de batterie à partir de 2025 pour les différents modèles du groupe en Amérique du Nord, avec une capacité de production initiale de 23 GWh/an, avec une possibilité d'aller jusqu'à 33 GWh/an. En juillet 2023, les deux partenaires annoncent un deuxième projet de gigafactory aux États-Unis, dont la capacité de production serait de 34 GWh/an.
L'Inflation Reduction Act (IRA) voté durant l'été 2022 entraine une vague de décisions d'investissements dans des usines de batteries, qui atteint en avril 2023 plus de 60 milliards de dollars répartis sur environ 20 usines, représentant environ 700 GWh de production annuelle, en incluant l'Ontario canadien voisin. Ces décisions émanent quasi exclusivement des acteurs asiatiques : Panasonic, Samsung SDI, SK Innovation, LG Energy Solution et CATL.

### Union européenne
Le projet Northvolt, soutenu par la Commission européenne via un prêt de la Banque européenne d'investissement (BEI) de 52.5 millions d’euros, a été initié par deux anciens de chez Tesla ; il rassemble Scania, Siemens et ABB pour construire en Suède une usine de batteries qui devrait entrer en service en 2020 avec un objectif de production de 8 GWh/an de cellules, puis 32 GWh/an d’ici 2023. La construction de l'usine a commencé le 8 juin 2018 à Skellefteå, en Suède ; le consortium Northvolt a reçu l'adhésion du fabricant danois d'éoliennes Vestas. Les deux fondateurs, Peter Carlsson, ancien responsable production de la Model S, et Paulo Cerruti, ont choisi la Suède parce qu'on y dispose d'une énergie pas chère et à 100 % hydraulique, ce qui permet de minimiser les émissions de CO2 ; ils espèrent aussi pouvoir s'approvisionner en nickel, cobalt, lithium et graphite en Scandinavie. Afin d'être compétitifs avec les géants asiatiques, ils comptent réduire leurs coûts par une intégration verticale très forte et automatiser les process.
Soutenue par la Commission européenne et sa banque d’investissement, l’European Battery Alliance (EBA) veut promouvoir un « Airbus des batteries » ; elle estime qu’il faudrait « au moins dix à vingt gigafactories » pour satisfaire la demande de l’Union européenne en batteries. Dès 2025, le continent pourrait capter un marché de 250 milliards d’euros, alors qu'en 2018 les constructeurs asiatiques monopolisent ce marché. Après avoir soutenu le projet Northvolt, ils poussent les projets du français Saft, récemment racheté par Total et du consortium allemand Terra-E.
Les entreprises coréennes LG Chem et Samsung SDI exploitent déjà (en 2018) des usines de cellules pour batteries en Europe, respectivement en Pologne et en Hongrie, et le fabricant chinois de batteries CATL (Contemporary Amperex Technology), qui a signé des contrats de fourniture avec BMW, Volkswagen, Daimler et l’alliance Nissan-Renault, envisage la construction d’une usine en Europe. CATL a décidé en juin 2018 de construire cette usine à Erfurt en Allemagne ; elle aura une capacité de 14 GWh/an.
Le 13 novembre 2018, Peter Altmeier, ministre de l'Économie et de l'Énergie allemand, annonce la mobilisation d'un milliard d'euros d'ici à 2021 pour faciliter le lancement d'une production de cellules lithium-ion en Allemagne, afin que l'Allemagne et l'Europe puissent satisfaire 30 % de la demande mondiale d'ici à 2030.
La Commission européenne donne le 2 mai 2019 son accord « de principe » au versement par Paris et Bruxelles de subventions aux projets d'« Alliance européenne des batteries », sans que celles-ci soient jugées comme des aides d'état illégales. Le montant des subventions autorisées sera cependant limité à 1,2 milliard d'euros, soit moins que le 1,7 milliard promis par la France et l'Allemagne. En ajoutant les fonds privés, les investissements dans cette initiative pourraient représenter jusqu'à cinq à six milliards d'euros. Peter Altmaier, ministre allemand de l'Économie, annonce avoir reçu plus de trente-cinq marques d'intérêt.
La Roumanie annonce en juin 2019 la réouverture de plusieurs mines pour contribuer au projet d’Alliance européenne des batteries. Il s'agit de mines de cobalt, utilisé pour la fabrication des cathodes dans les cellules des accumulateurs lithium-ion, et de graphite, principal constituant des anodes.
La Commission européenne attribue, le 9 décembre 2019, le label « projet européen d'intérêt commun » (IPCEI) au projet d'« Airbus des batteries » lancé par la France et rejoint par six autres États membres de l'UE (Allemagne, Belgique, Pologne, Italie, Suède, Finlande) ; ce label autorise les aides d'État. Le projet réunit dix-sept entreprises, dont PSA, Saft, BASF, BMW, Varta, Eneris, Solvay et Umicore. Le total des aides d'État promises devrait atteindre 3,2 milliards d'euros, qui s'ajouteront aux cinq milliards d'investissement prévus par les entreprises.
La coentreprise Volkswagen-Northvolt annonce en mai 2020 la construction d'une première usine de batteries sur le site Volkswagen de Salzgitter en Allemagne. Elle produira 16 GWh d’accumulateurs chaque année dès 2024, soit environ le dixième de la demande européenne, estimée à 150 GWh/an en 2025.
En novembre 2020, le fabricant chinois de batteries SVolt annonce la construction d'une usine de batteries pour voitures électriques en Allemagne, dans la région de Sarrelouis ; sa capacité de production de 24 GWh permettra d'équiper entre 300 000 et 500 000 voitures par an ; elle devrait démarrer à la fin de 2023.
En mars 2021, Volkswagen annonce son objectif de produire 240 GWh de batteries en 2030 dans six usines, contre 30 GWh en 2023 lors du démarrage des deux premières usines : l’usine suédoise de Skellefteå sera la première à atteindre 40 GWh en 2023, puis celle de Salzgitter en 2025. Un modèle unique de batterie sera utilisé sur 80 % de la gamme, ce qui devrait permettre une réduction du prix des voitures de 30 % en milieu de gamme et de 50 % sur le segment d’entrée de gamme,.
Les projets d'usines géantes de batteries se multiplient en Europe : avant même les annonces de Volkswagen, les experts de l'ONG Transport & Environnement avaient recensé 22 projets, dont 8 en Allemagne, représentant 460 GWh de capacité en 2025 et 730 GWh en 2030.
Le 29 décembre 2021, la première usine de Northvolt démarre sa production de batteries, les premières à avoir été entièrement conçues, développées et assemblées par une entreprise créée en Europe.
ACC, la coentreprise fondée en août 2020 par PSA et TotalEnergies, rejoints en septembre 2021 par Mercedes-Benz, annonce le 22 mars 2022 un rehaussement majeur de son objectif 2030 de capacité de production de batteries à 120 GWh au lieu de 48 GWh initialement prévus. Un troisième site de production est choisi : Termoli en Italie. Les deux autres sites choisis antérieurement, Douvrin en France et Kaiserslautern en Allemagne, devaient au départ atteindre progressivement une cadence de 450 000 batteries par an. Douvrin, qui doit être mis en service en 2023, voit son objectif porté à 700 000 ou 800 000 batteries par an.
À la mi-2022, l'Europe compte près de quarante projets majeurs de gigafactories (de plus de 10 GWh) pour un total d'au moins 1 400 GWh, qui seraient installés dans les dix prochaines années, permettant d'équiper environ 17,5 millions de véhicules par an à cet horizon, alors que l'Europe produisait sur son territoire environ vingt millions de voitures particulières avant la pandémie de Covid-19. La capacité annoncée pour 2030 a quasiment doublé par rapport à mars 2021 : l'ONG Transport et Environnement l'estimait alors à 730 GWh. L'Allemagne compte sept projets majeurs (plus de 500 GWh), la Grande-Bretagne quatre projets (170 GWh), la France trois projets (120 GWh), l'Espagne quatre projets (90 GWh) et l'Italie deux projets (85 GWh). Plus de 40 % des capacités annoncées (620 GWh) proviennent d'acteurs non européens, dont 250 GWh par Tesla et le solde par les acteurs asiatiques qui dominent jusqu'ici le marché.
En mars 2023, une étude de l'ONG Transport et Environnement estime que 68 % de la capacité de production de batteries lithium-ion prévue en Europe en 2030 risque d’être retardée, réduite ou annulée à cause de l’Inflation Reduction Act lancé aux États-Unis, qui accorde un crédit d’impôt aux acheteurs d’un véhicule électrique, à condition que la voiture et la batterie soient assemblées localement.
En mai 2023, l'Union européenne compte trois gigafactories en activité (Northvolt en Suède, Samsung en Hongrie et InoBat en Slovaquie) et deux autres (Freyr en Norvège et Svolt en Sarre) devraient démarrer en 2023. Au-delà, la France compte 4 projets, l'Allemagne 8, l'Espagne 3, l'Italie 2, la Norvège 2, la Hongrie 2, la Suède un, comme la Pologne, la Tchéquie et la Serbie. Le besoin en batteries automobiles est de l'ordre de 850 GWh en Europe à horizon 2035.
En juillet 2023, Novo Energy, la coentreprise de Northvolt et Volvo, obtient le permis de construire pour son projet d'usine de batteries de voitures électriques à Göteborg, en Suède. Ce sera la deuxième usine suédoise après celle de Northvolt à Skellefteå. Elle devrait commencer sa production en 2026.
En juin 2024, ACC, la coentreprise de Stellantis, Mercedes et TotalEnergies, reporte la construction de ses usines allemande et italienne de batteries. Cette décision est motivée par « l'évolution de la demande du marché vers des produits moins chers », qui explique le succès grandissant des batteries lithium-fer-phosphate (LFP), moins coûteuses, mais moins denses et donc offrant moins d'autonomie que les batteries nickel-manganèse-cobalt. Une seconde motivation est la « croissance plus lente de la demande ». ACC envoie par ailleurs un signal politique sans ambiguïté aux gouvernements allemand et italien : sans aide à l'achat des voitures électriques, pas d'investissement.
Selon Benchmark Mineral Intelligence (BMI), 220 GWh de projets, prévus à horizon 2030, ont été annulés sur les premiers mois de 2024, soit de quoi équiper 4,4 millions de voitures à terme. Selon  l'entreprise de conseil spécialisée dans les batteries Avicenne Energy, la production européenne atteindra en 2024 140 GWh contre les 250 GWh prévus. Les entreprises chinoises, en grave situation de surproduction, cassent les prix pour trouver des débouchés à l'export : la cellule de batterie LFP (lithium-fer-phosphate), est tombée à 60 dollars le kilowattheure, contre plus de deux fois plus dix-huit mois auparavant.
En septembre 2024, la société allemande AMG inaugure la première raffinerie de lithium en Europe à Bitterfeld-Wolfen, dans le Land de Saxe-Anhalt. Elle devrait produire 20 000 tonnes d’hydroxyde de lithium par an à partir de 2025, quantité suffisante pour fabriquer les batteries de 500 000 voitures électriques, à partir de lithium extrait par AMG au Brésil.
En décembre 2024, Stellantis et CATL annoncent un investissement de 4,1 milliards d'euros en Espagne dans une coentreprise pour construire une usine de batteries LFP (lithium fer phosphate), sur le site du constructeur à Saragosse. La production devrait commencer à la fin de 2026 et pourrait atteindre une capacité de 10 GWh dans un premier temps, pour arriver à 50 GWh à terme.

### Royaume-Uni
Au Royaume-Uni, le projet d'usine de batteries de Britishvolt dans la région du Northumberland, annoncé en 2000, a sécurisé son investissement de 1,7 milliard de livres (deux milliards d'euros). Ses 30 GWh de capacité devraient représenter un tiers des besoins en batteries de l’industrie automobile britannique en 2030. Son démarrage est prévu pour 2024. En janvier 2023, Britishvolt dépose son bilan, faute de financement. Le 6 février 2023, la start-up australienne Recharge Industries, financée par un fonds d'investissement new-yorkais, est sélectionnée pour relancer le projet de l'usine de Britishvolt.
Après la faillite de Britishvolt, le parlement britannique ouvre une commission d'enquête sur la capacité du pays à se doter d'une industrie de batteries. Sans usine de batteries, c'est toute la production automobile qui risque de partir à l'étranger. En mai 2023, le seul projet d'investissement d'envergure confirmé est celui d'Envision AESC dans l'usine Nissan de Sunderland (15 GWh en 2025, puis 28 GWh en 2030), alors qu'il faudrait 4 à 5 « giga-usines », d'une capacité totale de 90 GWh, pour soutenir la production locale.
Le 19 juillet 2023, Jaguar Land Rover (JLR), filiale du groupe indien Tata, annonce la construction d'une usine de batteries pour voitures électriques à Bridgewater, au sud-ouest de l'Angleterre. La capacité annoncée est de 40 GWh et l'entrée en production est prévue pour 2026.

### France
Après l'accord « de principe » donné par la Commission européenne le 2 mai 2019 au versement par Paris et Bruxelles de subventions aux projets d'« Alliance européenne des batteries », Bruno Le Maire confirme que le premier projet est porté par Saft, propriété du groupe Total, et PSA, via sa filiale allemande Opel ; il débutera par une usine pilote de deux cents salariés, dès 2020, en France, puis deux usines de production, l'une en France et l'autre en Allemagne, de 1 500 salariés chacune, d'ici 2022-23, qui produiront d'abord des batteries lithium-ion liquides « améliorées », puis adopteront à partir de 2025-2026 la technologie solide. Le PDG de Total, marqué par son échec dans le secteur des panneaux solaires, estime que ce projet ne serait pertinent qu’en investissant dans la future génération de batteries. Il demande également des garanties de l’Union européenne afin de protéger le marché face aux concurrents asiatiques. Il explique que l’initiative nécessitera d’« énormes » subventions publiques.
Le 3 septembre 2020, le constructeur automobile PSA et le pétrolier Total (avec sa filiale Saft) annoncent la création d’Automotive Cells Company (ACC), une coentreprise chargée de créer deux usines de cellules de batteries dès 2023 en France et Allemagne. ACC développe déjà les cellules lithium-ion sur le site Saft de Nersac, près d’Angoulême ; la production de ses batteries sera relocalisée en 2023 sur deux autres sites à forte capacité : en France à Douvrin (62) pour Peugeot/Citroën, et à Kaiserslautern en Allemagne pour Opel, avec 8 GWh de capacité annuelle, portée progressivement à 48 GWh en 2030, soit l’équivalent d’un million de véhicules électriques.
Le 28 juin 2021, Renault annonce deux partenariats majeurs pour des usines géantes de batteries, le premier avec le chinois EnVision pour la construction d'une « gigafactory » à Douai (9 GWh en 2024, 24 GWh en 2030), représentant un investissement de deux milliards d'euros et 2 500 emplois à horizon 2030, le second avec la startup grenobloise Verkor, dont il prend plus de 20 % du capital, afin de lui permettre de construire une ligne pilote dès 2022 pour codévelopper des batteries haute performance, qui équiperont les véhicules à batterie haut de gamme de Renault (de segment C et plus), ainsi que les Alpine électriques. Verkor construira ensuite une « gigafactory » de 16 GWh, qui démarrera en 2026 et emploiera 1 200 personnes à plein régime.
La société taïwanaise ProLogium construit à Taïwan sa première usine dite de préproduction (0,5 GWh de capacité), qui doit démarrer au deuxième semestre 2023. Le 12 mai 2023, le président Emmanuel Macron annonce la construction à Dunkerque d'une usine de batteries « solides » par ProLogium, dont le démarrage est prévu en 2027. Représentant un investissement de 5,2 milliards d'euros, et 3000 emplois directs potentiels à horizon 2030, sa capacité de 48 GWh permettra d'équiper entre 500 000 et 700 000 voitures électriques. Les services de la Direction générale des Entreprises (DGE) avaient identifié ProLogium dès 2017, et les autorités françaises, au sommet de l'État et en région, soutenues par la DGE et Business France, ont multiplié les contacts jusqu'à obtenir le choix de Dunkerque, plutôt que les États-Unis ou un autre pays européen, grâce à une subvention comprise entre 1 et 1,5 milliard d'euros. L'approvisionnement en électricité décarbonée, la main-d’œuvre qualifiée disponible et la proximité de plusieurs clients (Renault, Peugeot) ont aussi pesé dans ce choix.
Le 30 mai 2023, la coentreprise ACC entre Stellantis, TotalEnergies et Mercedes, inaugure la première usine géante française de batteries électriques à Douvrin. Ce projet estimé à 7 milliards d'euros a obtenu 1,3 milliard d'euros de subventions : 800 millions d'euros de la France et 500 millions de l'Allemagne. Il permettra de produire 120 GWh de batteries en 2030. La première tranche de 13 GWh produira assez de batteries pour équiper environ 250 000 voitures électriques.

## Prix

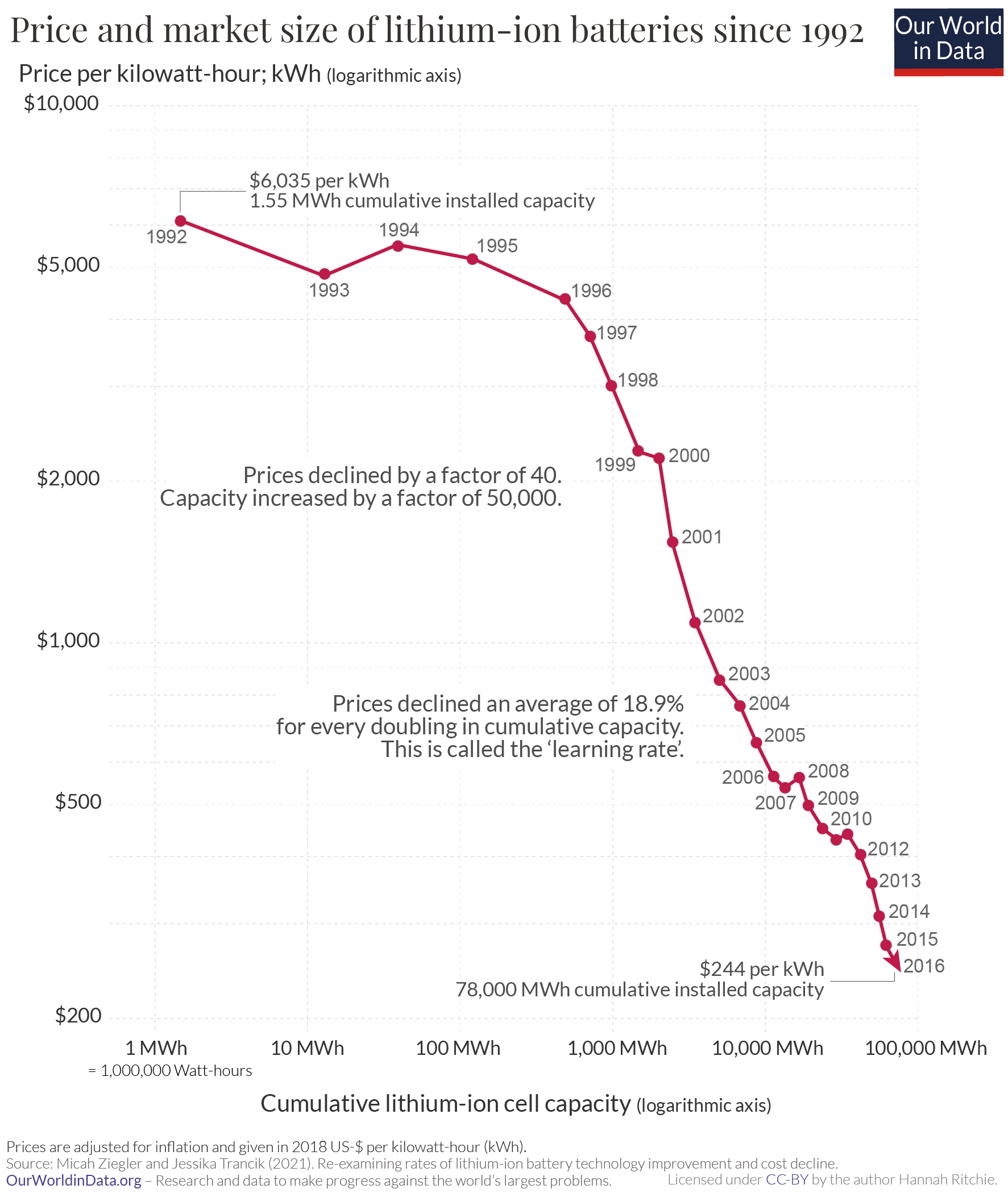
Courbe d'apprentissage des accumulateurs lithium-ion : le prix des batteries a baissé de 97 % en trois décennies.

Selon Bloomberg BNEF, le prix des packs de batteries pour voiture électrique est passé en dix ans (2010-2020) de 1 100 à 137 $/kWh (102 $ pour les cellules plus 35 $ pour le pack). Le prix moyen des batteries pour bus en Chine est à 105 $/kWh. BloombergNEF estime que le prix pourrait baisser de 40 % pour atteindre 58 $/kWh à l’horizon 2030.
En 2021, Bloomberg estime le coût d’une batterie à 116 €/kWh en 2021, soit 6 % de moins qu’en 2020 (124 €/kWh), tous types de batteries confondus. La baisse de prix sur les batteries pour voitures électriques est encore plus marquée, à 104 €/kWh. En Chine, le prix moyen des batteries est à 98 €/kWh. Les États-Unis et l’Europe contribuent à faire remonter le prix mondial moyen, affichant respectivement des tarifs 40 et 60 % plus élevés. Nissan envisage pour 2030 des batteries solides à un coût de 65 €/kWh.
En septembre 2022, BMW présente son projet « Neue Klasse » qui utilisera un nouveau type de batteries, deux fois moins cher selon le constructeur, ce qui ramènerait le coût de production global d'une voiture électrique au niveau de celui d’un modèle thermique. La densité énergétique serait améliorée de 20 %, l'autonomie en hausse jusqu’à 30 % et la vitesse de recharge en progrès de 30 % ; les rejets de CO2 engendrés par la production de ces batteries seraient abaissés de 60 %.
En février 2023, le groupe chinois CATL, numéro un mondial de la batterie pour véhicules électriques (part de marché : 37 % en 2022), propose à ses clients constructeurs automobiles chinois un contrat garantissant un prix fixe pour le carbonate de lithium durant 3 ans à un prix inférieur de 60 % au prix de marché de février 2023 en contrepartie d'un engagement d’approvisionnement à hauteur de 80 % chez CATL. Ce contrat très avantageux n'a pas été proposé à Tesla, qui est pourtant un des clients majeurs de CATL. Il pourrait s'agir d'une réplique au Inflation Reduction Act américain qui exige une production locale des véhicules électriques et de leurs batteries.
En novembre 2023, une étude de Goldman Sachs prévoit une forte baisse du prix des batteries de voitures électriques : après avoir baissé de 950 €/kWh en 2013 à environ 150 €/kWh en 2022, il devrait chuter à 90 €/kWh en 2025 ; en 2022, il était reparti à la hausse du fait de pénuries, de la flambée du coût de certains métaux critiques et de l’inflation générale. Mais la diminution des prix des matières premières devrait engendrer une baisse des tarifs sur les batteries de l’ordre de 11 % par an entre 2023 et 2030.

## Réglementation
La Commission européenne présente en décembre 2020 un projet de règlement, qui devra être validé par les États membres et le Parlement européen, qui imposera des critères environnementaux sur l'ensemble de la chaîne de vie des batteries, de l'extraction des matières premières au recyclage, en passant par la production. Pour limiter l'empreinte carbone de leur production, les fabricants devraient d'abord la mesurer et la déclarer à compter de juillet 2024. Un système de « passeport numérique » permettra un suivi fin de l'origine et du traitement des matériaux utilisés. En janvier 2026, des labels de classe de performance seront introduits. Sur la base des données alors recueillies, des seuils maximaux d'empreinte carbone seraient fixés, à chaque niveau de la chaîne, à partir de juillet 2027. Des critères de performance et de sécurité seront aussi définis. Les critères écologiques à respecter porteront en particulier sur la durabilité des matières premières utilisées, le recours à des matériaux recyclés et la propreté de l'énergie consommée pour la fabrication. Le volet recyclage du plan entrerait en vigueur dès 2025. L'objectif de collecte séparée des batteries portables passerait alors à 65 % (puis 70 % en 2030), contre 45 % dans les textes actuels. Thierry Breton avertit : « Les batteries ne respectant pas totalement les normes que nous fixerons sont interdites au sein du marché unique ». Le commissaire à l'Énergie, Maroš Šefčovič, se dit « persuadé que d'ici à 2025, l'Union européenne sera en mesure de produire suffisamment de cellules de batteries pour répondre aux besoins de l'industrie automobile européenne ».
En juin 2023, le projet de règlement publié par le Centre commun de recherche (JRC) rattaché à la Commission européenne suscite une large contestation : des industriels français de l'automobile (Renault et son partenaire Verkor), trois ONG (l'européenne ECOS, l'allemande DUH, Transport et Environnement) ainsi que deux think tanks (l'IDDRI et The Shift Project) accusent, dans une lettre commune envoyée à la Commission européenne, le mode de calcul du bilan carbone de la batterie envisagé dans ce projet de favoriser les véhicules les plus gros et les plus lourds. La Plateforme automobile française (PFA, qui représente les acteurs du secteur) reprend à son compte une partie de l'argumentaire dans une lettre envoyée séparément à la Commission européenne.

## Recyclage
Une usine de recyclage des batteries de véhicules électriques, lancée à titre expérimental en 2011 à Dieuze (Moselle) par Veolia et Renault, va passer au stade industriel avec des aides du « programme investissements d'avenir », passant de 1 000 t recyclées en 2014 à 5 000 t prévues en 2020.
La Société nouvelle d'affinage des métaux (SNAM) à Viviez (Aveyron), filiale du holding belge Floridienne, retraite 6 000 t d'accumulateurs par an, dont 8 % de batteries d'automobiles ; elle fabriquera à partir de 2018 des batteries avec les composants recyclés. SNAM ouvrira d'abord au printemps 2018 un atelier pilote de batteries lithium-ion recyclées. Pour la fabrication en série, l'entreprise cherche un nouveau site dans l'Aveyron pour ouvrir en 2019 une usine d'une capacité de 20 MWh/an. Elle améliorera ensuite les procédés pour passer à 4 000 MWh/an vers 2025. Les constructeurs automobiles ne voulant pas de batteries recyclées, la société vise le marché en croissance du stockage de l'électricité dans l'industrie, le bâtiment et les énergies renouvelables.
La société belge Umicore exploite une usine de recyclage de batteries à Hoboken près d’Anvers. L’entreprise allemande Saubermacher et sa filiale autrichienne Redux Recycling ont inauguré en juin 2018 une usine de recyclage de batteries pour véhicules électriques à Bremerhaven, dans le nord de l’Allemagne. Le site est capable de traiter tous les types de batteries lithium-ion et a une capacité de 10 000 t/an. Le volume de batteries en fin de seconde vie étant encore faible, les partenaires s’attendent à ne recycler que 2 000 à 3 000 t/an au cours des prochaines années.

### Dangers
Les batteries lithium-ion ne présentent pas de danger lorsqu’elles sont éliminées dans des filières qui leur sont consacrées. En revanche, lorsqu’elles mal triées et jetées avec d’autres déchets, elles peuvent provoquer des incendies de grande ampleur dans les usines de recyclage. En Suisse, on en a recensé une douzaine en 2023.

## Recherche et développement
En 2011, le Laboratoire d'innovation pour les technologies des énergies nouvelles et les nanomatériaux (Liten) bat le record du monde de distance pour une propulsion électrique en équipant un véhicule de batteries lithium-ion à base de phosphate de fer qui parcourt 1 280 kilomètres en 24 heures autour de Grenoble.
En 2013, le programme européen Life + soutient un projet dit « LIFE BIBAT » porté par le Commissariat à l'énergie atomique et aux énergies alternatives visant à « valider une ligne pilote pour une nouvelle génération de batteries lithium-ion écologiques de conception bipolaire. Le projet BiBAT vise à satisfaire aux besoins énergétiques et à remédier au problème de l'épuisement des ressources dans le cadre de la fabrication de batteries lithium-ion ».
Les batteries solides semblent bien placées pour succéder à terme aux batteries lithium-ion. Elles promettent une capacité de stockage accrue, une meilleure sécurité, un coût réduit, une plus grande durabilité et même une charge plus rapide. L'électrolyte liquide y est remplacé par un matériau solide de type céramique ou un polymère ; elles ne contiennent aucun composant liquide ou combustible et offrent donc une meilleure sécurité en réduisant notamment les risques d'incendie. Hyundai, Toyota, Fisker, BMW, Google, Solvay, Bosch, Dyson, Continental travaillent au développement de cette technologie. Les batteries sodium-ion semblent également une alternative prometteuse, le sodium étant quarante fois plus abondant que le lithium.
Le projet européen Lisa (de l'anglais Lithium Sulfur for Safe Electrification), regroupant treize partenaires (instituts de recherche et industriels dont Renault), est lancé le 1er janvier 2019 pour mettre au point en quatre ans une batterie de traction lithium-soufre pour la mobilité électrique. Moins dangereuses que les batteries lithium-ion grâce à leur électrolyte solide non inflammable, elles seraient aussi deux fois moins lourdes et moins encombrantes, autorisant leur utilisation dans les véhicules lourds, notamment dans les cars et bus.
En 2020, la startup californienne Enevate annonce la commercialisation à partir de 2024 d’une nouvelle génération de cellules lithium-ion très performantes, dotées d'une anode en silicium : plus légères que celles qui sont actuellement utilisées, elles devraient permettre de charger 75 % de la capacité d’une batterie en cinq minutes. Elles pourront être produites en grande quantité sur les lignes de fabrication existantes, ce qui devrait accélérer leur adoption par les constructeurs.
En décembre 2020, la société californienne QuantumScape présente une batterie lithium-ion tout-solide basée sur des séparateurs en céramique flexibles, qui pourrait se charger à 80 % en 15 min et aurait une durée de vie améliorée. Créée en 2010 et issue de l’université Stanford, cette start-up compte parmi ses soutiens Volkswagen, qui l'accompagne en tant que partenaire industriel depuis 2012 et a investi plus de 300 millions de dollars dans son développement ; QuantumScape a conclu un partenariat avec Volkswagen pour fournir 20 GWh de batteries d’ici 2024-2025 ; elle est cotée à Wall Street et dispose d’une enveloppe de 1,5 milliard de dollars pour ce projet,.
Le 26 janvier 2021, la Commission européenne approuve une aide publique de 2,9 milliards d'euros octroyée par douze États membres, dont l'Allemagne, la France, l'Italie et l'Espagne, pour un vaste projet commun de recherche sur des batteries de nouvelle génération, baptisé « The european battery innovation ». Il complète le premier projet européen dit « Airbus des batteries », lancé fin 2019 par sept États avec 3,2 milliards d'euros d'aides d'État, qui vise à lancer les premières « gigafactories » européennes dans les deux ans. Le projet de recherche réunira jusqu'en 2028 une quarantaine d'entreprises, dont les constructeurs BMW, Fiat-Chrysler et Tesla, le spécialiste suédois des piles Northvolt et le chimiste français Arkema, pour innover sur toute la chaine de valeur.
En 2024, Blue Solutions, filiale du groupe Bolloré, annonce avoir mis au point des batteries solides qu'il compte produire à l'horizon 2030 dans une gigafactory de 2,2 milliards d'euros à Mulhouse, pour laquelle l'État apportera 200 millions d'euros sous la forme du crédit d'impôt industrie verte. 
Cette même année, selon le journal New Scientist, des chercheurs dirigée par Nathan Baker (Microsoft) ont conçu une batterie solide moins polluante et nécessitant jusqu’à 70 % moins de lithium que les modèles classiques. Pour cela, ils ont combiné des modèles avancés d'IA à des modèles traditionnels basés sur la physique sur des ressources de calcul haute performance (HPC) dans le cloud. Ils ont ainsi pu explorer rapidement plus de 32 millions de matériaux candidats et prédire environ un demi-million de matériaux potentiellement stables. Puis ils se sont concentrée sur les électrolytes solides potentiels pour batteries, découvrant 18 candidats prometteurs, dont certains ayant des compositions inédites.. ceci en moins de 80 heures, en utilisant environ un millier de machines virtuelles (VM). Ils ont sélectionné un électrolyte innovant (intégrant du sodium), qu'ils ont pu synthétiser et tester en laboratoire.